# Giải bóng đá Ngoại hạng Ukraina
Giải bóng đá Ngoại hạng Ukraina (tiếng Ukraina: "Українська Прем'єр-ліга", [ʊkrɐˈjinʲsʲkɐ preˈmjɛr ˈl⁽ʲ⁾iɦɐ], chuyển La-tinh: Ukrayinska Prem'yer-Liha) là hạng đấu cao nhất của giải bóng đá vô địch hằng năm của Ukraina.
Giải đấu được thành lập vào năm 1991 với tên gọi Vyshcha Liha (tiếng Ukraina: Вища ліга, [ˈwɪʃtʃɐ ˈl⁽ʲ⁾iɦɐ]) và được đổi thành tên hiện tại vào năm 2008.Giải bóng đá Ngoại hạng Ukraina sau khi tách khỏi giải vô địch bóng đá Liên Xô năm 1991 và bao gồm các câu lạc bộ có trụ sở tại Ukraina đã thi đấu trước đây trong các giải của Liên Xô. Mùa giải đầu tiên của giải đấu có sáu câu lạc bộ mạnh của Liên Xô trước đây trong số đó là Dynamo, Shakhtar, Chornomorets, Dnipro, Metalist, Metalurh cũng như bốn câu lạc bộ khác trước đây cũng đã thi đấu tại giải Liên Xô.
Trong số những người hâm mộ Ukraina, các câu lạc bộ nổi tiếng nhất Ukraina là Dynamo Kyiv và Shakhtar Donetsk. Các câu lạc bộ nổi tiếng khác bao gồm Karpaty Lviv và Chornomorets Odesa.

## Danh sách các đội vô địch
| Mùa     | Vô địch            | Á quân                | Hạng ba               |
| ------- | ------------------ | --------------------- | --------------------- |
| 1992    | Tavriya Simferopol | Dynamo Kyiv           | Dnipro Dnipropetrovsk |
| 1992–93 | Dynamo Kyiv        | Dnipro Dnipropetrovsk | Chornomorets Odesa    |
| 1993–94 | Dynamo Kyiv        | Shakhtar Donetsk      | Chornomorets Odesa    |
| 1994–95 | Dynamo Kyiv        | Chornomorets Odesa    | Dnipro Dnipropetrovsk |
| 1995–96 | Dynamo Kyiv        | Chornomorets Odesa    | Dnipro Dnipropetrovsk |
| 1996–97 | Dynamo Kyiv        | Shakhtar Donetsk      | Vorskla Poltava       |
| 1997–98 | Dynamo Kyiv        | Shakhtar Donetsk      | Karpaty Lviv          |
| 1998–99 | Dynamo Kyiv        | Shakhtar Donetsk      | Kryvbas Kryvyi Rih    |
| 1999–00 | Dynamo Kyiv        | Shakhtar Donetsk      | Kryvbas Kryvyi Rih    |
| 2000–01 | Dynamo Kyiv        | Shakhtar Donetsk      | Dnipro Dnipropetrovsk |
| 2001–02 | Shakhtar Donetsk   | Dynamo Kyiv           | Metalurh Donetsk      |
| 2002–03 | Dynamo Kyiv        | Shakhtar Donetsk      | Metalurh Donetsk      |
| 2003–04 | Dynamo Kyiv        | Shakhtar Donetsk      | Dnipro Dnipropetrovsk |
| 2004–05 | Shakhtar Donetsk   | Dynamo Kyiv           | Metalurh Donetsk      |
| 2005–06 | Shakhtar Donetsk   | Dynamo Kyiv           | Chornomorets Odesa    |
| 2006–07 | Dynamo Kyiv        | Shakhtar Donetsk      | Metalist Kharkiv      |
| 2007–08 | Shakhtar Donetsk   | Dynamo Kyiv           |                       |

| Mùa     | Vô địch          | Á quân                | Hạng ba               |
| ------- | ---------------- | --------------------- | --------------------- |
| 2008–09 | Dynamo Kyiv      | Shakhtar Donetsk      | Metalist Kharkiv      |
| 2009–10 | Shakhtar Donetsk | Dynamo Kyiv           | Metalist Kharkiv      |
| 2010–11 | Shakhtar Donetsk | Dynamo Kyiv           | Metalist Kharkiv      |
| 2011–12 | Shakhtar Donetsk | Dynamo Kyiv           | Metalist Kharkiv      |
| 2012–13 | Shakhtar Donetsk | Metalist Kharkiv      | Dynamo Kyiv           |
| 2013–14 | Shakhtar Donetsk | Dnipro Dnipropetrovsk | Metalist Kharkiv      |
| 2014–15 | Dynamo Kyiv      | Shakhtar Donetsk      | Dnipro Dnipropetrovsk |
| 2015–16 | Dynamo Kyiv      | Shakhtar Donetsk      | Dnipro Dnipropetrovsk |
| 2016–17 | Shakhtar Donetsk | Dynamo Kyiv           | Zorya Luhansk         |
| 2017–18 | Shakhtar Donetsk | Dynamo Kyiv           | Vorskla Poltava       |
| 2018–19 | Shakhtar Donetsk | Dynamo Kyiv           | Oleksandriya          |
| 2019–20 | Shakhtar Donetsk | Dynamo Kyiv           | Zorya Luhansk         |
| 2020–21 | Dynamo Kyiv      | Shakhtar Donetsk      | Zorya Luhansk         |
| 2021–22 | Shakhtar Donetsk | Dynamo Kyiv           | Zorya Luhansk         |
| 2022–23 | Shakhtar Donetsk | SC Dnipro-1           | Zorya Luhansk         |
| 2023–24 | Shakhtar Donetsk | Dynamo Kyiv           | Kryvbas Kryvyi Rih    |
| 2024–25 | Dynamo Kyiv      | Oleksandriya          | Shakhtar Donetsk      |

## Vua phá lưới
- 1992 -  Yuri Hudymenko (Tavriya Simferopol, 12 bàn)
- 1992-1993 -  Serhiy Husyev (Chornomorets Odessa, 17 bàn)
- 1993-1994 -  Timerlan Huseinov (Chornomorets Odessa, 18 bàn)
- 1994-1995 -  Arsen Avakov (Torpedo Zaporizhzhya, 21 bàn)
- 1995-1996 -  Timerlan Huseinov (Chornomorets Odessa, 20 bàn)
- 1996-1997 -  Oleh Matveyev (Shakhtar Donetsk, 21 bàn)
- 1997-1998 -  Serhiy Rebrov (Dynamo Kyiv, 22 bàn)
- 1998-1999 -  Andriy Shevchenko (Dynamo Kyiv, 18 bàn)
- 1999-2000 -  Maksim Shatskikh (Dynamo Kyiv, 20 bàn)
- 2000-2001 -  Andriy Vorobei (Shakhtar Donetsk, 21 bàn)
- 2001-2002 -  Serhiy Shyschenko (Metalurh Donetsk, 12 bàn)
- 2002-2003 -  Maksim Shatskikh (Dynamo Kyiv, 22 bàn)
- 2003-2004 -  Georgi Demetradze (Metalurh Donetsk, 18 bàn)
- 2004-2005 -  Oleksandr Kosyrin (Chornomorets Odessa, 14 bàn)
- 2005-2006 -  Brandão (Shakhtar Donetsk, 15 bàn) và  Emmanuel Okoduwa (Arsenal Kyiv, 15 bàn)
- 2006-2007 -  Oleksandr Hladky (FC Kharkiv 13 bàn)
- 2007-2008 -  Marko Dević (Metalist Kharkiv 19 bàn)
- 2008-2009 -  Oleksandr Kovpak (Tavriya Simferopol 17 bàn)

## Kết quả theo mùa
| Mùa Giải | Vô địch            | Á Quân                | Hạng 3                | Vua phá lưới                                                                   | Hạng  |
| -------- | ------------------ | --------------------- | --------------------- | ------------------------------------------------------------------------------ | ----- |
| 1992     | Tavriya Simferopol | Dynamo Kyiv           | Dnipro Dnipropetrovsk | Yuriy Hudymenko (Tavriya Simferopol, 12 goals)                                 | N/A   |
| 1992–93  | Dynamo Kyiv ‡      | Dnipro Dnipropetrovsk | Chornomorets Odesa    | Serhiy Husyev (Chornomorets Odesa, 17 goals)                                   | 28/39 |
| 1993–94  | Dynamo Kyiv        | Shakhtar Donetsk      | Chornomorets Odesa ‡  | Tymerlan Huseinov (Chornomorets Odesa, 18 goals)                               | 24/44 |
| 1994–95  | Dynamo Kyiv        | Chornomorets Odesa    | Dnipro Dnipropetrovsk | Arsen Avakov (Torpedo Zaporizhzhia, 21 goals)                                  | 24/47 |
| 1995–96  | Dynamo Kyiv ‡      | Chornomorets Odesa    | Dnipro Dnipropetrovsk | Tymerlan Huseinov (Chornomorets Odesa, 20 goals)                               | 19/48 |
| 1996–97  | Dynamo Kyiv        | Shakhtar Donetsk ‡    | Vorskla Poltava       | Oleh Matveyev (Shakhtar Donetsk, 21 goals)                                     | 22/48 |
| 1997–98  | Dynamo Kyiv ‡      | Shakhtar Donetsk      | Karpaty Lviv          | Serhii Rebrov (Dynamo Kyiv, 22 goals)                                          | 17/49 |
| 1998–99  | Dynamo Kyiv ‡      | Shakhtar Donetsk      | Kryvbas Kryvyi Rih    | Andriy Shevchenko (Dynamo Kyiv, 18 goals)                                      | 15/50 |
| 1999–00  | Dynamo Kyiv ‡      | Shakhtar Donetsk      | Kryvbas Kryvyi Rih    | Maksim Shatskikh (Dynamo Kyiv, 20 goals)                                       | 12/50 |
| 2000–01  | Dynamo Kyiv        | Shakhtar Donetsk ‡    | Dnipro Dnipropetrovsk | Andriy Vorobey (Shakhtar Donetsk, 21 goals)                                    | 13/51 |
| 2001–02  | Shakhtar Donetsk ‡ | Dynamo Kyiv           | Metalurh Donetsk      | Serhiy Shyshchenko (Metalurh Donetsk, 12 goals)                                | 13/51 |
| 2002–03  | Dynamo Kyiv ‡      | Shakhtar Donetsk      | Metalurh Donetsk      | Maksim Shatskikh (Dynamo Kyiv, 22 goals)                                       | 14/52 |
| 2003–04  | Dynamo Kyiv        | Shakhtar Donetsk ‡    | Dnipro Dnipropetrovsk | Giorgi Demetradze (Metalurh Donetsk, 18 goals)                                 | 14/52 |
| 2004–05  | Shakhtar Donetsk   | Dynamo Kyiv ‡         | Metalurh Donetsk      | Oleksandr Kosyrin (Chornomorets Odesa, 14 goals)                               | 15/52 |
| 2005–06  | Shakhtar Donetsk   | Dynamo Kyiv ‡         | Chornomorets Odesa    | Brandão (Shakhtar Donetsk, 15 goals) Emmanuel Okoduwa (Arsenal Kyiv, 15 goals) | 13/52 |
| 2006–07  | Dynamo Kyiv ‡      | Shakhtar Donetsk      | Metalist Kharkiv      | Oleksandr Hladkyi (FC Kharkiv, 13 goals)                                       | 11/52 |
| 2007–08  | Shakhtar Donetsk ‡ | Dynamo Kyiv           | Bronze stripped *     | Marko Dević* (Metalist Kharkiv, 19 goals)                                      | 12/53 |

#### Premier League (Ukraina)
| Mùa Giải | Vô địch            | Á Quân                | Hạng 3                | Vua phá lưới                                                                     | Hạng  |
| -------- | ------------------ | --------------------- | --------------------- | -------------------------------------------------------------------------------- | ----- |
| 2008–09  | Dynamo Kyiv        | Shakhtar Donetsk      | Metalist Kharkiv      | Oleksandr Kovpak (Tavriya Simferopol, 17 goals)                                  | 7/53  |
| 2009–10  | Shakhtar Donetsk   | Dynamo Kyiv           | Metalist Kharkiv      | Artem Milevskyi (Dynamo Kyiv, 17 goals)                                          | 7/53  |
| 2010–11  | Shakhtar Donetsk ‡ | Dynamo Kyiv           | Metalist Kharkiv      | Yevhen Seleznyov (Dnipro Dnipropetrovsk, 17 goals)                               | 8/53  |
| 2011–12  | Shakhtar Donetsk ‡ | Dynamo Kyiv           | Metalist Kharkiv      | Yevhen Seleznyov (Shakhtar Donetsk, 14 goals) Maicon (Volyn Lutsk, 14 goals)     | 9/53  |
| 2012–13  | Shakhtar Donetsk ‡ | Metalist Kharkiv      | Dynamo Kyiv           | Henrikh Mkhitaryan (Shakhtar Donetsk, 25 goals)                                  | 7/53  |
| 2013–14  | Shakhtar Donetsk   | Dnipro Dnipropetrovsk | Metalist Kharkiv      | Luiz Adriano (Shakhtar Donetsk, 20 goals)                                        | 9/53  |
| 2014–15  | Dynamo Kyiv ‡      | Shakhtar Donetsk      | Dnipro Dnipropetrovsk | Alex Teixeira (Shakhtar Donetsk, 17 goals) Eric Bicfalvi (Volyn Lutsk, 17 goals) | 8/54  |
| 2015–16  | Dynamo Kyiv        | Shakhtar Donetsk ‡    | Dnipro Dnipropetrovsk | Alex Teixeira (Shakhtar Donetsk, 22 goals)                                       | 8/54  |
| 2016–17  | Shakhtar Donetsk ‡ | Dynamo Kyiv           | Zorya Luhansk         | Andriy Yarmolenko (Dynamo Kyiv, 15 goals)                                        | 8/55  |
| 2017–18  | Shakhtar Donetsk ‡ | Dynamo Kyiv           | Vorskla Poltava       | Facundo Ferreyra (Shakhtar Donetsk, 21 goal)                                     | 8/55  |
| 2018–19  | Shakhtar Donetsk ‡ | Dynamo Kyiv           | Oleksandriya          | Júnior Moraes (Shakhtar Donetsk, 19 goals)                                       | 9/55  |
| 2019–20  | Shakhtar Donetsk   | Dynamo Kyiv ‡         | Zorya Luhansk         | Júnior Moraes (Shakhtar Donetsk, 20 goals)                                       | 10/55 |
| 2020–21  | Dynamo Kyiv ‡      | Shakhtar Donetsk      | Zorya Luhansk         | Vladyslav Kulach (Vorskla Poltava, 15 goals)                                     | 12/55 |
| 2021–22  | Shakhtar Donetsk   | Dynamo Kyiv           | Zorya Luhansk         | Artem Dovbyk (SC Dnipro-1, 14 goals)                                             | 13/55 |
| 2022–23  |                    |                       |                       |                                                                                  |       |